# Оборонна війна
Оборонна війна (англ. defensive war, нім. Verteidigungskrieg) — війна, в якій одна держава боронить свою територіальну цілісність і суверенітет від іншої або кількох інших держав; одна з причин, що виправдовують війну за критеріями «справедливої війни». 

## Історія поняття
З погляду класичної теорії війни оборонну війну веде країна, що зазнала нападу, проти іноземної держави з метою захисту і витіснення ворога зі своєї території. Країна, що нападає, веде в цьому випадку агресивну війну, яку найчастіше називають загарбницькою. Агресивна війна і оборонна війна є двома сторонами однієї і тієї самої війни. У міжнародному праві оборонна війна з моменту заборони загарбницьких воєн пактом Бріана-Келлогга 1929 року вважається єдино справедливою війною, яку та чи інша країна може вести. Оборонна війна може проводитися індивідуально або колективно в контексті зобов'язань альянсу.
Початкову теорію оборонної війни висунув після 1760 року граф Вільгельм Шаумбург-Ліппе. Її зв'язно представлено в його головній праці з військової теорії «Mémoires pour servir à l'art militaìre défensif» (1776). Шаумбург-Ліппе вбачав в оборонній війні єдино законну війну і розглядав удосконалення воєнних засобів оборонної війни як спосіб відвернення війни. Відповідно, він обстоював розбудову фортець, укладав військові союзи для спільної оборони, засновував військові поселення в незахищених районах країни і заохочував вишкіл ополчення.
1812 року Карл фон Клаузевіц розвинув цю теорію далі. Клаузевіц розрізняв два рівні оборонної війни: на політичному рівні оборонна війна ведеться за втримання незалежності країни, на стратегічному рівні вона означає обмеження тими театрами воєнних дій, які підготовлені до цього. Зате не має ніякого значення, чи окремі битви в цьому театрі воєнних дій будуть наступального чи оборонного характеру. Хоча захист, на думку Клаузевіца, за однакової затрати сил дієвіший, ніж наступ, але він переслідує чисто негативну мету: держава, що захищається, хоче уникнути нав'язування їй своєї волі супротивником. Таким чином, кінець кінцем, кожному успішному воєначальникові доводиться переходити в наступ.
Розвинена практика війни, починаючи з XX століття, розмиває відмінність між наступальними і оборонними війнами. При цьому нарівні з потребою у достатньому часі на мобілізацію дедалі важливішу роль відіграє військова техніка, яка в силу значного скорочення часу реакції пропонує державі мало тактичних можливостей. Тим-то все більше війнам прагнуть надати характеру превентивної війни.
Важливу роль у сприйнятті війни як оборонної відіграє громадська думка. Оскільки загарбницькі війни у моральному відношенні визнаються гідними осуду,  практично всі воюючі сторони намагаються подати свою сторону війни як оборонну війну.

## Приклади
Оборонною для Ізраїля була Арабо-ізраїльська війна (1948—1949). Оборонною була війна Хорватії за незалежність, яку самі хорвати називають «вітчизняною». Оборонною також називають війну на Сході України. 

## Погляди
Американські прихильники війни проти британців стверджували, що війна 1812 року була оборонною.
Учений-ісламіст Суфьян Ат-Таурі (716—778) твердив, що джихад («священна війна») — це лише оборонна війна.
За оборонну війну нацистський режим намагався видати свій напад на Польщу. У трансльованій по радіо промові Гітлера в рейхстазі вранці 1 вересня 1939 року, в якій він оголосив про початок війни проти Польщі, йшлося про відплату. Нацистський режим категорично забороняв використання поняття «війна». У цьому зв'язку нацистська пропаганда вела мову про «каральну операцію» супроти гаданих провокацій та порушення кордону з боку Польщі. Польська сторона теж називала цю війну оборонною для себе (пол. Wojna obronna 1939 roku).